# براندان كوين
براندان كوين (بالإنجليزية: Brendan Quinn)‏ هو عداء المسافات المتوسطة أيرلندي، ولد في 26 يوليو 1960.

## وصلات خارجية
- براندان كوين على موقع الاتحاد الدولي لألعاب القوى (الإنجليزية)
- براندان كوين على موقع أوليمبيديا (الإنجليزية)